# بخش ۳۶
بخش ۳۶ (به انگلیسی: Sector 36) فیلم هندی جنایی زبان هندی است که در سال ۲۰۲۴ به نمایش درآمد، کارگردانی آن را آدیتیا نیم‌بالکار بر عهده داشت و نویسنده آن بودایان رویچادوری بود. این فیلم توسط شرکت‌های مدوک فیلمز و جیو استودیوز تهیه شده است و بازیگران اصلی ویکرانت مسی، دیپاک دوبریال و آکاش کورانا هستند. فیلم بر اساس رخداد قتل‌های سریالی نویدا در سال ۲۰۰۶ ساخته شده است.

## انتشار
این فیلم اولین بار در جهان، در پانزدهمین جشنواره فیلم‌های هندی در ملبورن در روز ۱۸ اوت ۲۰۲۴ به نمایش درآمد. فیلم در روز ۱۳ سپتامبر ۲۰۲۴، از طریق نتفلیکس نمایش داده شد.